# Отрадненський ГПЗ
Отрадненський ГПЗ – підприємство нафтогазової промисловості, які діє у Самарській області Росії.
В другій половині 1950-х на сході Самарської області виявили значні поклади нафти, під час розробки яких також отримували чимало супутнього газу. Для роботи з останнім в 1962-му ввели в дію Отрадненський газобензиновий завод, що в подальшому був перейменований на газопереробний завод.
ГПЗ може приймати до 1,1 млрд м3 газу на рік, при цьому до 0,2 млрд м3 може надходити по трубопроводу Покровська ГКС – Отрадненський ГПЗ з сусідньої Оренбурзької області. Звідти ж первісно планувались поставки по газопроводу від Зайкінської групи родовищ, проте останні у підсумку отримали власне газопереробне підприємство.
Технологічний процес передбачає проведення осушки, вилучення сірководню та діоксиду вуглецю, фракціонування вуглеводнів із отриманням товарного газу, етану та фракції С3+ (за російською термінологією – широка фракція легких вуглеводнів, ШФЛУ), а також переробку сірководню на сірку. 
Проектна річна потужність підприємства – 168 тисяч тон етану, 342 тисячі тон ШФЛУ та 3,2 тисячі тон сірки. Фактичні обсяги завантаження залежать від наявності ресурсу супутнього газу та можуть бути суттєво менші (так, в 1-му кварталі 2009-го завод випустив лише 30 тисяч тон ШФЛУ, 1,5 тисячі тон етану та 192 тони сірки). В 2020-му ГПЗ прийняв для переробки 224 млн м3 газу.
Для видачі етану та ШФЛУ спорудили трубопровідну систему Отрадненський ГПЗ – Новокуйбишевськ. В першій половині 2000-х років на тлі господарської суперечки з власником розташованої у Новокуйбишевську установки фракціонування Отрадненський ГПЗ спорудив наливний термінал для відвантаження ШФЛУ, яким також міг користуватись Нєфтєгорський ГПЗ. Проектна річна потужність терміналу визначена як 392 тисячі тон на рік.
Товарний газ видається по трубопроводам Отрадненський ГПЗ – Тольятті та Муханово – Самара.